# Hóquei sobre a grama nos Jogos Olímpicos de Verão da Juventude de 2018
As competições de hóquei sobre a grama nos Jogos Olímpicos de Verão da Juventude de 2018 ocorreram entre 7 e 14 de outubro em um total de dois eventos. As competições aconteceram no Campo de Hóquei do Parque Olímpico da Juventude, localizado em Buenos Aires, Argentina.

## Calendário
| Outubro              | 6 | 7 | 8 | 9 | 10 | 11 | 12 | 13 | 14 | 15 | 16 | 17 | 18 |
| -------------------- | - | - | - | - | -- | -- | -- | -- | -- | -- | -- | -- | -- |
| Hóquei sobre a grama |   |   |   |   |    |    |    |    | 2  |    |    |    |    |

|  | Dia de competição |  | Dia de final |

## Qualificação
Inicialmente, 10 equipes participariam em cada torneio; entretanto, em 6 de julho de 2017 a Federação Internacional de Hóquei anunciou que os torneios seriam expandidos para 12 equipes. Como país-sede, a Argentina se classificou em ambos os torneios. Cinco torneios continentais classificaram duas equipes cada. A última vaga foi determinada por meio de um sorteio que selecionou a terceira melhor equipe de um continente aleatório. Se uma equipe declinar da vaga ela é repassada para uma equipe de outro continente. Os resultados do sorteio (e prioridade) para o torneio masculino foi Oceania > Ásia > Europa > África e Américas; Enquanto que o resultado para as meninas foi África > Ásia > Europa > Oceania > Américas.
Para ser elegível e participar dos Jogos Olímpicos da Juventude os atletas deveriam ter nascido entre 1º de janeiro de 2000 e 31 de dezembro de 2003. Excluindo a Argentina, as demais equipes deveriam qualificar apenas uma equipe em esporte coletivos por sexo (handebol de praia, futsal, hóquei sobre a grama ou rugby sevens).
Masculino
| Evento                       | Local        | Data                     | Vagas | Qualificado                           |
| ---------------------------- | ------------ | ------------------------ | ----- | ------------------------------------- |
| País-sede                    | –            | –                        | 1     | ARG Argentina                         |
| Campeonato Europeu           | Wałcz        | 6 a 9 de julho de 2017   | 2     | POL Polônia AUT ÁustriaA              |
| Campeonato Pan-Americano     | Guadalajara  | 10 a 17 de março de 2018 | 2     | MEX México CAN Canadá                 |
| Jogos Asiáticos da Juventude | Bangkok      | 25 a 29 de abril de 2018 | 3     | IND Índia MAS Malásia BAN BangladeshB |
| Qualificatório da Oceania    | Port Moresby | 25 a 28 de abril de 2018 | 2     | AUS Austrália VAN Vanuatu             |
| Jogos Africanos da Juventude | Argel        | 19 a 26 de julho 2018    | 2     | ZAM Zâmbia KEN QuêniaA                |
| TOTAL                        |              |                          | 12    |                                       |

↑A França e África do Sul se classificaram para o hóquei sobre a grama e rugby sevens, optando por se inscreverem nesta última. Áustria e Quênia foram selecionados pela Federação Internacional para os substituírem.
↑B Ilhas Salomão optou por competir no futsal e sua vaga foi realocada para a Ásia, pelo Bangladesh.
Feminino
| Evento                       | Local        | Data                     | Vagas | Qualificado                                |
| ---------------------------- | ------------ | ------------------------ | ----- | ------------------------------------------ |
| País-sede                    | –            | –                        | 1     | ARG Argentina                              |
| Campeonato Europeu           | Wattignies   | 12 a 15 de julho 2017    | 2     | AUT Áustria POL Polônia                    |
| Campeonato Pan-Americano     | Guadalajara  | 10 a 17 de março de 2018 | 2     | URU Uruguai MEX México                     |
| Jogos Asiáticos da Juventude | Bangkok      | 25 a 29 de abril de 2018 | 2     | CHN China IND Índia                        |
| Qualificatório da Oceania    | Port Moresby | 25 a 28 de abril de 2018 | 2     | AUS Austrália VAN Vanuatu                  |
| Jogos Africanos da Juventude | Argel        | 19 a 26 de julho de 2018 | 3     | RSA África do Sul NAM Namíbia ZIM Zimbabwe |
| TOTAL                        |              |                          | 12    |                                            |

## Medalhistas
| Evento             | Ouro | Prata | Bronze |
| ------------------ | --- | --- | --- |
| Masculino detalhes | Hamiz Ahir Shahrul Saupi Amirul Azahar Arif Ishak Syarman Mat Kamarulzaman Kamaruddin Muhibuddin Moharam Firadus Rosdi Akhimullah Anuar MAS Malásia          | Prashant Chauhan Shivam Anand Rahul Kumar Rajbhar Maninder Singh Sanjay Sudeep Chirmako Pawan Rabichandra Moirangthem Vivek Sagar Prasad IND Índia | Nehuen Hernando Facundo Zárate Ignacio Ibarra Gaspar Garrone Tadeo Marcucci Santiago Micaz Facundo Sarto Lisandro Zago Agustín Cabana ARG Argentina |
| Feminino detalhes  | Lourdes Pérez Josefina Rubenacker Brisa Bruggesser María Cerundolo Celina di Santo Victoria Miranda Gianella Palet Sofía Ramallo Azul Iritxity ARG Argentina | Salima Tete Reet Baljeet Kaur Ishika Chaudhary Mumtaz Khan Khushboo Chetna Bichu Kharibam Lalremsiami IND Índia                                    | Zhu Xinyi Zhang Heyang Gu Yangyan Cao Ruirui Zou Meirong Ma Ning Yu Anhui Cai Wenqian Fan Yunxia CHN China                                          |

## Quadro de medalhas
| Ordem | País          | Medalha de ouro | Medalha de prata | Medalha de bronze |   |
| ----- | ------------- | --------------- | ---------------- | ----------------- | - |
| 1     | ARG Argentina | 1               |                  | 1                 | 2 |
| 2     | MAS Malásia   | 1               |                  |                   | 1 |
| 3     | IND Índia     |                 | 2                |                   | 2 |
| 4     | CHN China     |                 |                  | 1                 | 1 |
| TOTAL | TOTAL         | 2               | 2                | 2                 | 6 |